# إيرل أ. تشايلز
إيرل أ. تشايلز (بالإنجليزية: Earle A. Chiles)‏ هو شخصية أعمال أمريكي، ولد في 9 سبتمبر 1904 في بيكر سيتي في الولايات المتحدة، وتوفي في 5 ديسمبر 1982 في بورتلاند في الولايات المتحدة.